# 1904
1904 (MCMIV) a fost un an bisect al calendarului gregorian, care a început într-o zi de vineri.

## Evenimente

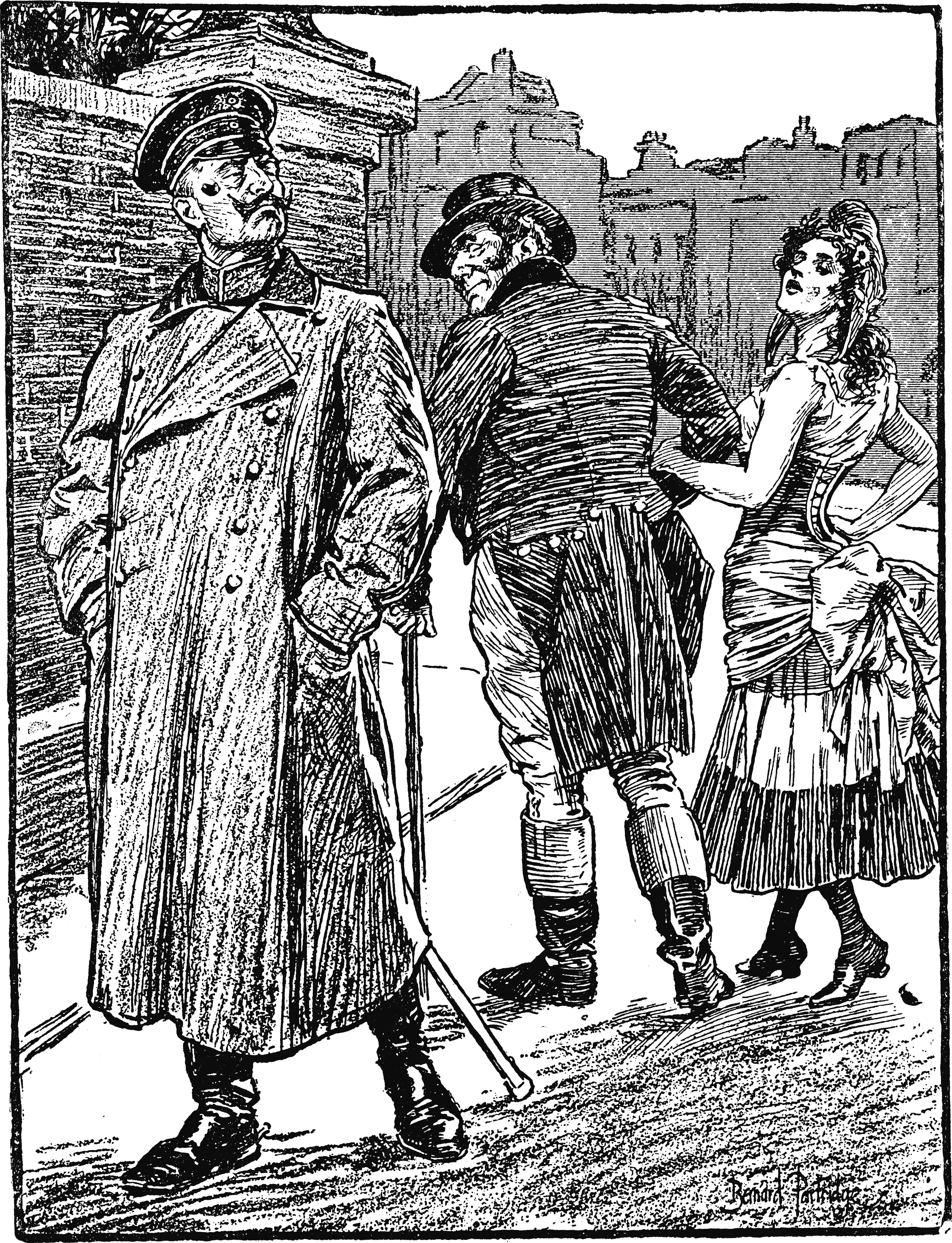
8 aprilie: Se semnează Antanta Cordială între Marea Britanie și Franța. Marea Britanie și Franța întorc spatele Germaniei. Caricatură realizată de John Bull, în 1904

### Februarie
- 6 februarie: Japonia rupe relațiile diplomatice cu Rusia și retrage ambasadorul din Sankt Petersburg.
- 7 februarie: Are loc marele incendiu de la Baltimore, Statele Unite ale Americii.
- 9 februarie: Flota japoneză atacă pe neașteptate fortăreața rusă Port–Arthur. Începe Războiul Ruso-Japonez (1904–1905) încheiat prin Tratatul de pace de la Portsmouth în 1905.

### Aprilie
- 8 aprilie: Se semnează Antanta Cordială între Marea Britanie și Franța.
- 18 aprilie: La Palatul funcționarilor publici din București, situat în Piața Victoriei, are loc un mare incendiu care a provocat mari pagube materiale.

### Iulie
- 1 iulie: În Statele Unite se deschid Jocurile Olimpice de vară de la Saint-Louis.
- 2 iulie: Comemorarea a 400 de ani de la moartea lui Ștefan cel Mare prilejuiește o serie de evenimente în întreaga Românie.
- 30 iulie: Ruperea relațiilor diplomatice dintre Franța și Vatican.

### Octombrie
- 15 octombrie: Frederic August al III-lea devine rege al Saxoniei.

### Noiembrie
- 8 noiembrie: Theodore Roosevelt este reales al 26-lea președinte al Statelor Unite ale Americii.
- 29 noiembrie: Protestele de masă la Sankt Petersburg și Moscova împotriva războiului cu Japonia și a regimului țarist.

### Decembrie
- 22 decembrie: În România, se formează un guvern conservator prezidat de Gheorghe Grigore Cantacuzino.

### Nedatate
- Este înființată Societatea Româno-Americană, care aplică pentru prima dată, la Tețcani, Moreni și Păcureți, sistemul hidraulic rotativ în săparea sondelor.
- La Ateneul Român se organizează prima expoziție permanentă a lui Theodor Pallady.
- Război civil în Uruguay (1904-1905).

## Arte, știință, literatură și filozofie
- 1904-1918. The Six Musical Mascots. Număr de vodevil executat de frații Marx (actori de comedie americani): Chico, Harpo, Groucho, Gummo, Zeppo și Minnie (mama lor).
- Mihail Sadoveanu publică: Povestiri, Șoimii și Dureri înăbușite.

## Nașteri

### Ianuarie
- 18 ianuarie: Cary Grant (n. Archibald Alexander Leach), actor american de film de etnie engleză (d. 1986)
- 29 ianuarie: Vasile Marin, avocat și politician român, comandant legionar (d. 1937)

### Februarie
- 12 februarie: Jean Georgescu, regizor român (d. 1994)

### Martie
- 3 martie: Mircea Vulcănescu, filosof român, sociolog, economist și profesor de etică (d. 1952)
- 4 martie: George Gamow, fizician și astrofizician american de etnie rusă (d. 1968)

### Aprilie
- 4 aprilie: Aleksandr Afinoghenov, dramaturg rus (d. 1941)

### Mai
- 11 mai: Salvador Dalí (n. Salvador Domingo Felipe Jacinto Dalí Domenech), pictor, sculptor, designer și gravor spaniol (d. 1989)
- 17 mai: Jean Gabin (n. Jean-Alexis-Gabin Moncorgé), actor francez de film (d. 1976)

### Iunie
- 2 iulie: Jean René Lacoste, 92 ani, jucător francez de tenis și producător de vestimentație sportivă (d. 1996)
- 2 iunie: Johnny Weissmuller (n. Peter Johann Weißmüller), actor american de film, născut în România (d. 1984)

### Iulie
- 12 iulie: Pablo Neruda, poet chilian, laureat al Premiului Nobel (d. 1973)
- 28 iulie: Pavel Alexeevici Cerenkov, fizician sovietic, laureat al Premiului Nobel (d. 1990)

### August
- 22 august: Deng Xiaoping, lider comunist chinez (1956-1997), (d. 1997)

### Septembrie
- 10 septembrie: Juan Jose Arevalo, președinte al Guatemalei (1945-1951), (d. 1990)
- 15 septembrie: Constantin Papanace, economist, autor, istoric și publicist român de etnie aromână, membru al Mișcării Legionare (d. 1985)

### Octombrie
- 2 octombrie: Henry Graham Greene, scriitor englez (d. 1991)

### Noiembrie
- 18 noiembrie: Mihai Antonescu, politician și avocat român (d. 1946)

## Decese
- 9 aprilie: Elisabeta a II–a, 73 ani, regină a Spaniei (n. 1830)
- 1 mai: Antonin Leopold Dvorak, 62 ani, compozitor ceh (n. 1841)
- 30 mai: Frederic Wilhelm, Mare Duce de Mecklenburg (n. Friedrich Wilhelm Karl Georg Ernst Adolf Gustav), 84 ani (n. 1819)
- 29 iunie: Gheorghe Ionescu Gion, 47 ani, istoric român (n. 1857)
- 5 iulie: Abai Kunanbaev (n. Abay Ibrahim Qunanbayuli), 58 ani, scriitor cazac (n. 1845)
- 14 iulie: Anton Pavlovici Cehov, 44 ani, scriitor rus (n. 1860)
- 14 iulie: Paul Kruger (n. Stephanus Johannes Paulus Krüger), 78 ani, politician sud-african (n. 1825)
- 2 decembrie: Frederic de Hohenzollern-Sigmaringen (n. Friedrich Eugen Ludwig), 61 ani, fratele regelui Carol I al României (n. 1843)

## Premii Nobel
- Fizică: Lord Rayleigh (Regatul Unit)
- Chimie: Sir William Ramsay (Regatul Unit)
- Medicină: Ivan Pavlov (URSS)
- Literatură: Frédéric Mistral (Franța), José Echegaray (Spania)
- Pace: Institutul Internațional de Drept